# Marrara
Marrara è una frazione di Ferrara di 751 abitanti, facente parte della Circoscrizione 2, il cui territorio dista da Ferrara 17 km e si sviluppa tra Monestirolo e Bova di Marrara lungo il Po di Primaro.
Si hanno notizie di Marrara già dal 1287 quando fu citata negli Statuta Ferrariae. Gli edifici storici più rilevanti sono la chiesa parrocchiale del 1392, la villa Antonelli edificata nel XVI secolo e l'oratorio dello Spirito Santo del 1848.

## Storia

### Il territorio
Anticamente il territorio ferrarese era tutto diviso in Polesini (nell'uso padano il termine indica una terra racchiusa da due fiumi o rami dello stesso fiume) per il fatto che era circondato da numerose valli e fiumi, molti dei quali scorrevano anche all'interno dello stesso, così da dividerlo in tanti triangoli che avevano tutti per base il mare Adriatico.
A meridione e ad oriente infatti il territorio era delimitato dal Panaro, dal Reno e dalle valli del Poggio e di Marrara, a settentrione dal Po, dal Tartaro e dal Castagnaro.
Sulla destra idrografica di questi rami dell'antico delta i torrenti appenninici versavano le loro piene improvvise e ricche di torbide verso la pianura, ove essi stentavano sia a trovare recapito diretto verso il mare, sia a confluire nei rami più meridionali del Po.

### Le bonifiche: dall'età preromana fino all'anno Mille
Prima dei Romani gli Etruschi conquistarono all'agricoltura molte terre che prima non erano che valli. Con un ingegnoso sistema di arginature, poi continuato e migliorato dai Romani, il vasto territorio paludoso ferrarese conobbe un periodo di grande prosperità. Ma le invasioni barbariche, dopo la fine del dominio romano, cancellarono in buona parte i frutti di queste opere.
Anche i Celti intervennero in questo difficile processo di bonifica, strappando alle acque e al bosco terra da coltivare, formando aree da destinare all'insediamento e all'agricoltura. 
I Romani furono i continuatori di questa bonifica, anche se non fu un intervento integrale: ci si sforzava di mantenere i fiumi entro i loro alvei e di agevolare lo scolo delle acque dei territori occupati, mantenendo nello stesso tempo il bosco e la palude per la caccia e la pesca.
Il drenaggio e lo scolo delle acque palustri, la rettificazione e l'arginatura dei corsi d'acqua, la manutenzione degli acquitrini, hanno impegnato fortemente i coloni romani.
I dossi più elevati venivano scelti come aree per il disboscamento e la messa a coltura, soprattutto quelli meglio drenati lungo i corsi d'acqua attivi, che assicuravano la possibilità di irrigazione e le comunicazioni fluviali.
Non esistono purtroppo dati precisi sull'estensione delle aree coltivate, sui prodotti agricoli, sull'organizzazione e la conduzione della campagna. È quasi certo che la coltivazione dei cereali doveva essere assai sviluppata, dove i terreni umidi favorivano la crescita di grano, orzo, panico e miglio. 
Plinio (Naturalis Historia, XVIII, 20 e XVIII, 101) fa menzione lungo il Po della coltura delle fave: prodotti tradizionali comuni per tutto il Medioevo fino alle soglie della rivoluzione agricola.
Accanto all'agricoltura era praticato l'allevamento degli animali per il fabbisogno della comunità: polli, anatre, oche ed anche l'apicoltura per la produzione del miele. Nel bosco, dove si praticava l'attività venatoria, erano catturati cervi e caprioli, la cui carne veniva consumata, sia pure in misura inferiore rispetto a quella degli animali domestici. Diffusa era la caccia al cinghiale, le valli di Marrara ne abbondavano.
Nei bacini d'acqua dolce e salmastra e nelle acque costiere si praticava intensamente la pesca. Rinomato era il rombo. Marrara, con il suo paesaggio di paludi e selve, divenuti quasi nascondigli, offriva oltretutto la possibilità di sfruttare l'abbondanza di pesce e selvaggina, che, in un ambiente di così degradante povertà, diventavano il maggior supporto all'alimentazione nelle campagne. Così, quando in molte regioni del territorio italiano le alluvioni travolgevano uomini e animali, case e campi, qui nel ferrarese l'acqua straripava incontrastata.
Nel basso Medioevo (VI secolo) si ebbero nella bassa pianura padana trasformazioni ambientali, alluvioni, rotte e impaludamenti che sconvolsero la situazione idrica modificando l'equilibrio ecologico e sociale. Tali cause dipesero da vari fattori, naturali e storici. Un irrigidimento del clima è documentato fra i secoli V e VIII, con abbassamento delle temperature, aumento della piovosità e delle precipitazioni che furono la causa delle piene e del conseguente dissesto idraulico che investì tutto il bacino padano.
Boschi e fiumi, canali e fosse, paludi e dossi, questo è lo sfondo in cui si muoveranno i primi abitanti di Marrara, contadini-pastori, contadini-pescatori e cacciatori. Ed è proprio l'uso generalizzato e continuo dell'estesissimo incolto e delle immisurabili paludi a caratterizzare l'attività e la condizione di vita dei primi abitanti di Marrara.
Questo deserto di paludi e acque stagnanti offre una ricchezza di pesce che evita i rischi ed i frequenti pericoli che impongono la caccia delle bestie selvatiche, moltiplicatesi nelle vaste selve e nelle boscaglie paludose delle valli di Marrara. Gli uomini, addensati nei luoghi sopraelevati, non possono sempre contrastare paludi o valli con le loro forze o con i loro modesti mezzi tecnici. Si adoperano ad integrare i prodotti agricoli con i prodotti che la "riserva naturale" spontaneamente offre loro sotto forma di selvaggina, pesci, uccelli e legname. Così vivevano i primi abitatori delle valli di Marrara, e così vissero per molti secoli i marraresi. E anche il pascolo brado del bestiame -soprattutto di porci- assicurava alla loro alimentazione una quantità di carne su cui poter contare sempre.

### Le antiche "valli di Marrara"
Numerose carte antiche riportano le "valli di Marrara" quando descrivono i confini del ducato estense o le bonifiche realizzate lungo i secoli.
Terra incolta e paludosa con paesaggio spiccatamente selvaggio doveva apparire Marrara nell'anno mille. La Padusa immota, estensione di acqua palustre chiamata mareotica Palus dalle parti di Malalbergo, e chiamata anche "valli di Marrara" oppure maremortum Palus dalle parti di Marmorta e Traghetto nell'area a nord di Molinella, era un bacino poco profondo in cui s'impaludavano i rivi ed i torrenti che scendevano dall'Appennino, come l'Idice ed il Savena, che resero fertili le nostre valli.
L'Idice, che trae la sua sorgente dall'Appennino bolognese, a San Pietro Capofiume si divideva in due corsi, dei quali uno scorreva a settentrione per la cosiddetta "via della Fascinata", che con il ponte omonimo porta da Alberino a San Nicolò attraverso Santa Maria Codifiume. La tradizione popolare parla di grandi quantità di fascine messe come fondo di questa via, fangosa e inagibile d'inverno, per permettere il passaggio, e da ciò deriverebbe il nome. L'altro corso scorreva a levante per la via detta “Porto delle Canne” che da Marrara giungeva a Santa Maria Codifiume, via che tuttora esiste.
Nello stato delle anime del 1690 gli abitanti di Marrara erano 792, distribuiti verso Sant'Egidio, nei pressi dell'oratorio ed intorno al porto delle Canne. 
Il Savena, derivante esso pure dall'appennino bolognese, si riversava nelle valli di Marrara presso la chiavica di Gandazzolo.
La valle di Marrara era una parte dell'antico residuo della valle Padusa, che era anche il ricettacolo e lo scolo delle acque bolognesi, col quale territorio confinava a ponente mediante le valli di Baricella e Poggio (pure bolognesi). Confinava a levante col Po di Primaro mediante la striscia di terreni chiamata riviera di Marrara, che andava dalla Torre della Fossa (Torre Fossa) sino a Marrara con argini da entrambi i lati per difenderla dalle acque del Po e dalle acque delle valli.
Durante tutto il Medioevo il paesaggio di Marrara era segnato costantemente da paludi e selve che, interrotte da dossi in parte coltivati, offrivano ai lavoratori della terra, come contropartita dell'improduttività agricola, la possibilità di sfruttare il bosco, facendo legname in abbondanza (da questa attività forse deriva il toponimo Marrara da materara, legname o luogo che ne abbonda) che, specialmente lungo i corsi d'acqua navigabili, si riusciva a far fluitare verso le zone di consumo attraverso le acque del Primaro. Questi flussi di legna giungevano nel ravennate, nel Veneto o nell'Istria. C'era la possibilità anche di pescare, di cacciare e di svolgere altre attività legate ad un'economia di tipo silvo-pastorale. Tale testimonianza è avvalorata dalle clausole dei contratti di concessioni fondiarie: roncadum, venandum, capelandum, piscandum, aucupandum, ecc.
Gruppi isolati di uomini erodevano, giorno dopo giorno, piccoli lembi di terra alla palude e, canalizzando lentamente l'acqua, conquistavano spazi agricoli alternativi all'economia naturale.
Nei secoli XII e XIII la chiesa di Marrara, con i suoi terreni, dipendeva dal monastero di San Bartolo. In epoca successiva molti terreni furono di proprietà delle monache di Santa Caterina in Ferrara. D'altro canto, però, l'ambiente era di per sé ricco di uccelli, di selvaggina terrestre, di pesci.
In un rogito del 1243 il vescovo di Ferrara, Filippo Fontana, dona al monastero benedettino di San Bartolomeo fuori le mura il suo ospedale di San Giuliano de Ruptolo nella Villa di Marrara con terre, acque, selve, paludi, pescagioni, aucupationes (luoghi di caccia alle oche selvatiche).
L'incolto occupava nel ferrarese la maggior parte delle terre emerse, insieme alle vaste superfici vallive, che nelle stagioni secche potevano prestarsi al pascolo, mentre in quelle umide vi si poteva pescare. D'altra parte, la pratica della pesca nelle acque interne era dappertutto diffusa ed il nostro territorio vi è sempre stato particolarmente indicato. Così pure per la caccia, anche prima che gli Estensi costruissero le loro "Delizie estensi". 
A Marrara esiste una vecchia costruzione di reminiscenza gotica in via Cavo Ducale, chiamata Al casett di sturan che una tradizione popolare dice essere stato un deposito di caccia degli Estensi, e pare che di lì passasse una strada in terra battuta, ora tutta campagna e frutteto, dove i duchi di Ferrara passavano per recarsi a caccia.
Fiumi, rivi e canali navigabili sono stati per secoli l'unico tramite di un faticoso approccio con l'incolto e inoltre, forse, sono rimasti il solo accesso a vasti appezzamenti.
In queste sperdute località inaccessibili, le imbarcazioni trasportavano i messi addetti al controllo della conduzione fondiaria e alla riscossione dei tributi.  In un paesaggio così monotono, piatto, caratterizzato dall'immobilità delle acque paludose e vallive, da canneti folti e spazi boschivi, da fiumi e fossi, Marrara era però animata di tanto in tanto da questo andirivieni sui corsi d'acqua e dalle attività svolte lungo le sponde o sugli spalti dei fiumi da chi conduceva una difficile esistenza.
Quando, nel 1471, Borso d'Este ottenne il titolo di duca di Ferrara, si ritrovò a capo di uno stato vasto con imponenti beni fondiari, in parte costituiti da possessioni coltivate e in parte da valli, terreni del bosco, pascoli e praterie. Da questi beni, tra dazi e imposte, si ricavavano ogni anno ricche entrate in denaro e in natura destinate allo sfarzo della vita di corte. Ma sotto lo stesso duca Borso, tra il 1450 e il 1470, iniziarono i lavori di recupero di terra a scopi produttivi, nel polesine di Casaglia. Già nel 1564 era stata avviata quella che diventerà la grande bonificazione nel polesine di Ferrara dopo i primi interventi tra il 1450 e il 1530. Basterà ricordare l'immissione nel Po di Primaro del fiume Santerno nel 1460, che rese possibile bonificare una vasta regione paludosa e fondare un nuovo villaggio (Lavezzola).
Ma è soprattutto con Alfonso II d'Este, che fu messo in atto un piano veramente razionale di bonifica.
Nel 1499 Ercole I d'Este ottenne dal vescovo di Ferrara lo svincolo dei propri beni bonificati dagli oneri feudali, diventandone proprietario. Nel 1501 ottenne di poter ampliare il perimetro della zona bonificata, fino a comprendere le terre di San Martino, Sant'Egidio e Marrara su cui c'erano diritti feudali della Mensa Arcivescovile.
Separando con un nuovo argine le terre più depresse da quelle di gronda lungo il Po di Primaro, Ercole I fece raccogliere tutte le acque basse dei territori ricadenti (compreso Marrara) nel nuovo comprensorio in un nuovo canale collettore in fregio all'argine circondario, di cui ancora oggi esistono lunghi tratti tra San Bartolomeo in Bosco, Marrara, Sant'Egidio e Fossanova:  era il Cavo Ducale, o Fossa Marchesina, o Fossa della Sammartina (a Marrara, via Cavo Ducale, da via Primaro giunge sino a San Bartolomeo in Bosco). Esso aveva il compito di convogliare le acque di scolo della bonifica fino a Traghetto immettendole nel Primaro in un punto lontano per ottenere un minimo di caduta.
Tra il 1522 e il 1526 l'immissione del Reno in Po a Porotto favorì l'espansione delle valli di Marrara e di Sant'Egidio, con la rapida trasformazione in valle dei territori privi di una pianificazione di bonifica sull'esempio della Sammartina e della Diamantina. Quando nel 1542 il Reno ruppe poco sopra Porotto, il duca Ercole II d'Este fu consigliato di far deviare il fiume nella Sammartina, allora sommersa, e nelle valli di Marrara, a spese dei ferraresi. L'anno successivo furono riparati gli argini della Sammartina per salvaguardare dalle acque inquiete del Reno il paese e le terre di Marrara, a quei tempi ottima zona per la caccia al cinghiale (nel 1530 la caccia al cinghiale a Marrara offrì un ottimo desinare, che il conte Bonifacio Bevilacqua fece alli 8 di settembre, il giorno della natività della Gloriosa Vergine in onore dei nobili da lui invitati – Libro della cucina estense).
Nel 1546 i XII Savi del comune di Ferrara deliberarono di costruire due chiaviche nel polesine di Marrara per derivare acque dal Po quando era alto e per rinforzare l'argine a difesa dell'impeto delle acque del bolognese.
Nel 1560, di fronte alla minaccia del fiume Idice di travolgere gli argini di Marrara, fu deliberato di farne convogliare le acque verso Molinella. I possidenti di Marrara rifiutarono di pagare le collette per i lavori perché non avevano introiti a causa delle inondazioni. Tempi duri e vita grama. Lo stesso Ercole II, per venire loro incontro, nel 1533 concesse l'esenzione da gabelle e gravezza ai possidenti di Marrara che intendevano bonificare i loro terreni, forse perché non riteneva di trarre grandi vantaggi economici dalle valli del polesine di Marrara, che a quei tempi non era tenuta in grande considerazione perché offriva ben poco: troppa acqua e molto lavoro inutile.
Nel 1661 il livello dell'acqua delle valli aumentò a tal punto che alcune case sotto gli argini di Torre Fossa e di San Biagio vi affondarono, e alcune chiaviche vennero rese inutili perché interrate. Le valli di Marrara si ricoprirono di una folta vegetazione di canne e di giunchi che ne innalzava il fondo stesso. Per ora il Reno non venne toccato e le sue acque non crearono problemi alle valli di Marrara. Ma nel 1693 i bolognesi innalzarono gli argini ai rialzi di Reno e costruirono cavedoni, spingendo le torbide del fiume nelle valli di Marrara, da Spinazzino a Cacupate (presso la Bova) con gravi danni per le ville di Sant'Egidio, Fossanova San Biagio, Marrara e Traghetto.
Nel 1717 un gruppo di pescatori e barcaioli di Marrara vide sparire le valli dove i loro vecchi ed essi stessi hanno sempre svolto il loro lavoro da più di quarant'anni. Allora le valli erano profondissime, mentre "et oggi sono piene di terra e d'arena” portata dal fiume. Intanto a Sant'Egidio l'attività della pesca era quasi del tutto scomparsa perché i terreni erano ancora di emersione incerta, a Marrara invece era ancora molto attiva.
Verso la metà del secolo XVIII buona parte delle valli di Marrara era prosciugata, specie quella a sinistra della Cembalina, com'è documentato da alcune carte dell'epoca. La bonifica ebbe l'effetto di richiamare gente di altri luoghi (negli stati delle anime del 1800 molte famiglie provengono dal bolognese, dall'argentano, dal modenese), incrementando sensibilmente il numero degli abitanti di alcuni paesi. Marrara a quell'epoca faceva 1 077 abitanti, mentre all'inizio del secolo ne aveva 729.
Con l'inizio del XIX secolo iniziò un nuovo capitolo nella vicenda storica della bassa pianura emiliano-romagnola e degli immensi territori ancora permanentemente o saltuariamente ricoperti dalle acque del Po e degli altri fiumi; l'assetto idraulico del territorio aveva ormai raggiunto una forma definitiva, anche se non ancora stabile. Per le valli a sud di Ferrara, fra Poatello, Primaro e Reno, la fine delle colmate coincise con una nuova fase di bonifica, con ristrutturazioni delle reti dei canali di scolo e costruzione di importanti manufatti idraulici. E così venne finalmente avviata la bonifica dei terreni vallivi di Marrara e di Poggio Renatico, molto estesi, ormai suddivisi da quelli di Malalbergo dal nuovo alveo del Reno e non più soggetti al continuo spandimento delle sue acque (questi territori fanno parte del III Circondario di scolo, che si estende fino al dorsale emergente in corrispondenza dell'antico alveo del fiume e le cui acque recapitano nel Po di Primaro presso Bova di Marrara).
Di conseguenza le acque stagnanti delle valli e le acque di piena dei torrenti si trasformarono da flagelli in preziosi doni della natura, grazie alla rapida diffusione della coltura del riso. La risicoltura, infatti, finì per trasformare, in pochi decenni, la fisionomia sociale di intere zone rurali dell'Emilia-Romagna.
Un secondo grande mutamento del secolare rapporto dell'uomo con l'acqua ebbe luogo, nell'ultimo quarto del XIX secolo, ad opera della macchina idrovora mossa dal vapore.
Nel 1880, con l'aprirsi in Italia di una grave crisi agraria e con un lungo periodo di depressione dei prezzi agricoli, gli entusiasmi per le bonifiche ben presto si spensero. La legge varata nel 1882 dal Ministro dei lavori pubblici, il ravennate Alfredo Baccarini, ammetteva invece le opere di bonifica eseguite dai privati e dai consorzi ad un contributo statale, provinciale e comunale pari al 75 per cento del loro costo. Decine di migliaia di braccianti agricoli disoccupati poterono così ridare slancio alle grandi opere di bonifica e di sistemazione idraulica in tutti i comprensori di pianura.
Nel XX secolo si può rilevare il costante sviluppo dell'attività di bonifica nonché l'inizio della trasformazione irrigua dei terreni indotta dalla ricerca di una crescente produttività agricola.

## Origini
Non tutti gli studiosi sono d'accordo sull'origine del nome Marrara. Per alcuni, questo nome deriva dal pre-latino “marra”, mucchio di sassi o detriti; o dal pre-romanico “mara”, “marra”, “palude” e altri dati; o “la marana” che risale alla voce di sostrato “mara” (vedi Olivieri); o anche nel senso di “renaio”, “deposito” fluviale asciutto in magra, riva sommersa da uno stagno (Lorenzi, Geon. Pol. 82.) Altri da “maràn”, terreno con acquitrino; o dal latino “Marrae area”, campo che si lavora con la zappa; o ancora “Marana” o “Marrana” idronimo (in linguistica e geografia, ogni nome di corso d'acqua o di lago) sulla cui origine concordano tutti gli etimologi che lo ritengono derivato da “marra”, “marrana” voce prelatina che significa “fossato”, “ fosso” ruscello (Servetti - Donatti.) Il Polloni cita “Policinum Madrarie…de Madraria”, come derivato del latino medioevale “materius-a” tratto da materies-a “legno, legname”. Pertanto l'etimologia più esatta di Marrara è “materara”, alterazione di "materies", legname o luogo che ne abbonda.
Se si dovesse accettare come vera la bolla di papa Vitaliano (657-672) le prime notizie su Marrara risalirebbero all'anno 657, ma la bolla è un falso confezionato attorno al 1150, in cui si tracciano i confini tra Ferrara e Bologna, si parla della Luduria, ora scomparsa che era un corso d'acqua che si formava nel campo Cervaria in territorio bolognese e si immetteva, circondando ville Manna e Marrara, nella fossa di Gaibana.
Un altro documento, noto come bolla di papa Adriano I (772-795), datato anno 780, citato ed analizzato da Ludovico Antonio Muratori nell'opera “Antiquitates Italiae Medii Aevi”, XXXIV dissertazione, risulta essere un falso della seconda metà del secolo XI. La Bolla descrive i confini del “Comitato di Ferrara”.
Prestando quindi fede alle deduzioni chiare del Muratori, i primi documenti riconosciuti autentici, in cui è nominata Marrara, portano la data dell'anno 970, 12 luglio, e 972, 10 settembre. Il primo cita la donazione di Ugo Marchese di Toscana alla badia San Michele di Marturi: "...aqua posta que vocatur Uitrica; Maleto; Gradaria; Materariam...". Il secondo descrive la concessione enfiteuca rilasciata da Onesto vescovo di Ravenna a Guarino conte di Ferrara e a sua moglie Officia; tra i beni concessi sono citati il "fundus Malito" (Malalbergo) e la "silva Maderaria" (Marrara).
Altre notizie su Marrara si hanno quando nel 1030 metà delle decime e delle primizie furono dati ai canonici di villa Manna, contigua a Marrara, dal vescovo Ambrogio.
Un altro documento interessante è quello del 1055, dove sono elencati i beni come pertinenti al vescovo di Ferrara: la Pieve di Voghenza, Correggio, i monasteri di San Bartolomeo, di San Lorenzo, di San Vincenzo, le ville e le terre comprese in Monestirolo, Marrara, Quartesana, Codrea, ecc. 
Dal Frizzi è ricordata e nominata nel 1183 in una descrizione dei beni del feudatario Guglielmo III, figlio di Guglielmo di Bulgaro morto dopo l'anno Mille, in un inventario dell'eredità Adelardi-Marcheselli, fatta il 12 maggio dello stesso anno, dove risulta che il detto Guglielmo possedeva immensi beni in case e in terre dentro e fuori città: nel polesine San Giorgio, Fossanova, Gaibana, Marrara, ecc. Allora vi corrispondeva la vasta area censita e distinta nell'estimo del Ducato di Ferrara quale “polesine di Marrara”, cioè un territorio compreso tra due fiumi o due canali.
Ormai è fuori dubbio che dall'alto Medioevo in avanti Marrara abbia esistenza storica come hanno affermato fin d'ora le testimonianze e i documenti antichi. Menzionato prima come “Valli di Marrara”, ovvero ampia distesa di acque stagnanti e palustri formatasi lungo i secoli, per via di numerosi fiumi, come il Po, il Reno, il Savena, l'Idice, il Centonara, il Santerno, ed altri scendenti dagli Appennini e dalle Alpi, sino al mare vaganti e disalveati, per vie o sgarbate, che si scaricavano nelle province di Modena, Ferrara, Bologna, Imola e Ravenna.
È tradizione quindi e certezza storica affermare che il nostro territorio sia stato sempre vallivo e inospitale per lunghissimi secoli; che Marrara fosse in antico prima “Valle” e poi paese.
Secondo recenti studi, è possibile che nei secoli VII-XII si trovassero insediamenti “''arimanni''” (dal longobardo hariman “uomo dell'esercito”, nome dato dai Longobardi ai guerrieri accantonati in stabili guarnigioni nei punti strategicamente importanti) nel Delta Padano e nel basso ferrarese a Gaibana, a Marrara, in terra del Papa.
E questo fa pensare che i primi abitanti fossero di origine longobarda e non romana, poiché difficilmente prima dell'800 le “Valli di Marrara” erano occupate da veri insediamenti umani. Anche se i primissimi abitanti di Marrara potevano non essere longobardi, è noto che nelle strutture fondiarie, e in particolare nelle “masse” situate a ridosso del Po che già erano state militarizzate, i soldati contadini furono sostituiti da “arimanni exercitales” longobardi, oppure vennero longobardizzati con l'assunzione nei ranghi dell'esercito invasore conservando le loro vesti di piccoli proprietari nell'esercito bizantino ravennate.
Un po' di sangue longobardo nelle vene degli antichi progenitori marraresi non si può escludere. Sembra però dubbia la presenza larghissima nel ferrarese di Arimanni nella seconda metà del secolo X. I primi abitanti di Marrara vivevano in questa vasta distesa valliva, utilizzando i dossi o le alture affioranti dalle acque: la pesca con la caccia, era l'unica attività cui si potevano dedicare per vivere. Solo con la bonifica di terreni divenuti coltivabili, muterà la loro vita: da pescatori a contadini.
Ecco sorgere le prime abitazioni fatte di canne e di fango, di salici e di rovere. I “Casoni”, che erano abitazioni o ricoveri temporanei delle zone vallive, ancora presenti nel ferrarese, ci danno un'idea di queste primitive abitazioni palustri sorte su lingue di terra asciutta o disboscata. 
L'habitat era così formato: sui bordi della laguna attecchivano canne, cannucce, fragmiti (da “Phragmites”, con radici sommerse e fusto emerso che si formano attorno ai laghi e alle paludi), giunchi, sparti (pianta delle “Graminacee”, le sue fibre, tenaci e resistenti, sono usate per farne cordami o stuoie, tappeti, reti, ecc.) e salici, frequentemente utilizzati per fascine nelle opere di bonifica dei terreni leggeri, oltre che per canestri, ceste, stuoie ed altri usi domestici. Più all'interno crescevano querce come roveri e lecci. Un insieme d'indizi lascia supporre che il disboscamento dovesse essere intrapreso estensivamente e a macchia d'olio già alla fine del VI secolo d.C. a Spina per bonificare e consolidare il dosso sul quale fu costruita la città.
Per quanto riguarda la fauna ittica, nei luoghi e nelle acque fluviali più tranquille - e di fiumi, oltre il Primaro, le Valli di Marrara erano un ottimo ricettacolo – si poteva trovare il luccio: più comuni vi erano la pregiata tinca e il pesce persico; ma anche la scardola.
Pure la caccia trova ricca selvaggina. Vi abbondano l'oca selvatica, il cinghiale e altre specie di uccelli. Le selve di Marrara erano abbondanti di cinghiali; zona di caccia per gli Estensi. Nel 1992, durante la pulitura dello scolo in via Vallicelle, sono affiorate le fondamenta di un'abitazione contadina del 1600, e tra cocci di vasellame in cotto, alcuni denti di cinghiale.
Fino ai secoli IX e X le fonti storiche su Marrara sono quasi inesistenti per tentare una ricostruzione cronologica rigorosa e documentata. Il problema degli Arimanni a Marrara è sempre un capitolo aperto che non ho osato approfondire ma solamente accennare “azzardando” una mia ipotesi personale che potrebbe essere sbagliata e irreale.
Nel secolo XII, il territorio ferrarese era in buona parte paludoso, creando difficoltà per la viabilità e le comunicazioni tra la campagna e la città. Marrara, se Villa era, si trovava tagliata fuori fino a un certo punto, perché il Primaro o Gaibana era un'ottima via fluviale verso Ferrara. Se nel 1183 il paese è già nominato in una descrizione dei beni del feudatario Guglielmo II, significa che il primitivo borgo era già sorto sull'argine destro dell'antico Po di Primaro chiamato anche Po d'Argenta (ora Po Morto di Marrara), "in una marzana non sempre asciutta, tanto che negli Statuti di Ferrara del 1287 si legge di scavare lo "scorsuro", cioè il canale che prosciugava le terre vicino alla chiesa e sfociava nella buca dei Boschi"(Malagù, Guida del ferrarese). Questo canale che sarà stato il "primitivo Cavo Ducale", segno della bonifica estense in atto, deponeva le sue acque la dove sorgerà San Bartolomeo in Bosco, chiamato appunto "buca dei boschi", perché zona boscosa e valliva, ricca di acque stagnanti.

## Storia

### Dalle origini al XVIII secolo
Per via delle arginature, nel secolo XIII, sorge l'organizzazione dei “Lavorieri”, gli addetti alla loro difesa. E a Marrara tutti gli abitanti del Polesine sono posti agli ordini di un Giudice d'argine per i lavori da farsi agli argini del Po nei fondi e nella villa in cui abitano.
Nel 1300 un argine era costruito nel circondario di Sant'Egidio, includendo anche la pertinenza di San Michele, con tendenza a svilupparsi verso Marrara.
Il polesine di Marrara con acque sempre più profonde quanto più si avvicinava al confine con Bologna, diventa il dominio dei pescatori. Nel 1358 Guglielmo e Ofrasio, pescatori, vendono a Domenico, pescatore di San Martino, frazione di Ferrara, una pezza di terra valliva e peschereccia nel fondo Raffanaria nel polesine di Marrara, per 16 lire.
Le valli di Marrara regolate da arginature e da chiaviche, favoriscono la sua posizione a vantaggio dei terreni ivi coltivati a vigna o arativi, con un buon reddito, mentre quelli di Sant'Egidio sono ancora allo stato vallivo o boschivo o prativo. Questo avviene verso l'anno 1400 in coincidenza con l'arginatura, in un alveo solo, delle acque alte del Po. Nel frattempo numerose porzioni di terra in Marrara e a Sant'Egidio sono investite senza per questo migliorare le condizioni economiche dei due paesi.
Il marchese Nicolò III d'Este il 1º giugno 1418 concede l'investitura di terreni ad Antonio Forzate per la corrisposta annua di venticinque ducati. È un buon investimento per Marrara e Sant'Egidio, ma con pochi vantaggi economici. E questo lo si può verificare con il censimento fatto nel lontano 1431 per il boccatico. In Marrara ci sono 95 abitanti tassati e 7 esenti; in Sant'Egidio 77 tassati; in Fossanova San Biagio 70 tassati e 7 esenti; in San Martino 237 tassati e 15 esenti. Pochissimi abitanti con scarsa prospettiva di ricchezza; anzi molta miseria. Nessuno gode condizioni economiche floride.
Tra il 1460 e il 1478 si fa pressante la questione del Reno, così ostile e assillante per i marraresi, ma soprattutto peri possidenti che vedono le loro terre soggiacere alle acque torbide del fiume, creando miseria e fame negli abitanti. Proprio nel 1478 i possidenti del polesine di Marrara espongono le loro lagnanze al Duca Borso d'Este a causa delle acque del Reno, “le quali hanno guastato tutto quello polexene per non aver loco scolare”. Chiedono di regolare con una travata la Fossa del Traghetto, ma non si fa nulla.
Borso d'Este progettò di convogliare nel Primaro le acque del Santerno e del Volano, ma in fase di esecuzione, il progetto viene abbandonato, e Marrara vede peggiorare la sua situazione di polesine per le torbide del Reno che si scaricano abbondanti nelle sue Valli ristagnandosi.
Nel 1481, il cronista Bernardino Zambotti, vede il suo podere e l'intera villa di Marrara affondati fino alle case per una rotta di Reno, già abbandonata dal Giudice d'argine per l'impossibilità di arginarla. Solo il pronto intervento dei contadini, esortato dallo stesso Giacomo di Stefano, “contadino pratico”, la rotta è chiusa con “paglia, ledame, delegai e canna”, e in pochi giorni vede “defondare li fromenti” e l'acqua del Reno fuori dagli argini di Valle. Anche nel 1499, narra lo Zambotti, “rompono gli argini del Po di Marrara.
La questione del Reno ritorna ancora ad allarmare i possidenti del polesine di Marrara, quando tra il 1522 e 1526 il fiume viene immesso in Po a Porotto con la speranza di favorire direttamente le valli di Marrara e di Sant'Egidio, ma fu inutile perché la nuova inalveazione permise una rapida trasformazione dei territori prima soggetti alle sue espansioni, con ripercussioni fin nell'argentano. L'enorme quantità di acqua ora si raccoglieva nella depressione fra Malalbergo, Santa Maria Codifiume, Marrara e Sant'Egidio.
Con la rotta del Reno dell'8 novembre 1542 poco sopra Porotto, Ercole II d'Este pensò di poter dare una via al fiume attraverso la Sammartina e le stesse valli di Marrara fino a Zaniolo, in territorio ferrarese. La rotta sommerse tutta la Sammartina (vasto complesso di terre paludose che si estendeva a sud della città e confinava con le valli di Poggio e Malalbergo e le stesse valli di Marrara, furono prosciugate sotto Ercole I d'Este con la costruzione di canali e strade rettilinee) e la riviera traspadana fino al ravennate, “talmente che non si vedeva terra in luoco alcuno“ come afferma un testimone dell'epoca.
Il “Rhenus” è l'ultimo degli affluenti di destra del Po ricordati nella lista dello storico Plinio. Probabilmente di età romana non proseguiva verso il nord, ma fiancheggiava il grande spalto padano, piegando a levante nella traccia notata già da Flavio Biondo qualche miglia a sud di Ferrara per la Torre del Fondo, San Martino della Pontanara, l'oratorio del Poggetto (così chiamato perché edificato su di un poggio o piccolo rialzo, forse fatto dall'uomo, in mezzo alle paludi, delle lontane epoche, della chiesetta affiancata dal campanile si ha memoria fin dal 1319) e la Crocetta, ripercorrendo probabilmente un antico corso del Po (lo Spiniteco, secondo il Lombardini). Il fiume antico attraversava all'altezza di Gaibana il Medievale Primaro (non ancora formato) e proseguiva per Sant'Antonio e Voghiera, dove veniva a confluire nel corso principale del Po di epoca classica.
A causa dei continui interramenti del Reno, le possibilità di salvare la traspadana di Marrara diventavano così scarse al punto di suggerire di collegare il Po di Venezia con il Volano ed abbandonare il Primaro a Panaro e Reno. Gli scandagli fatti nel maggio 1579, la massima profondità del Primaro a San Giorgio fu di soli tre piedi (metri 1,20); a Gaibana piedi 4 e once 6; a Marrara piedi 6; a San Nicolò piedi 9. Nel 1582 il Primaro a San Giorgio era tanto otturato che non riceveva acque se non in tempo di piena. Durante le piene del Reno, la sua ricettività era talmente ridotta che le acque tracimavano sommergendo la riviera di Marrara.
Altre alluvioni mettono a dura prova i marraresi come quella del 22 ottobre del 1577 quando il Po di Primaro rompe causando enormi e nuove miserie nel paese. Tant'è vero che lo stesso duca Alfonso si vede costretto anche lui a sospendere le esenzioni dei dazi e delle tasse per cinque anni. In questo periodo Marrara ha una popolazione di 800 unità. Il paese dopo un piccolo incremento demografico (nel 1580) raggiunge 774 abitanti), nel 1590 si vede ridurre ulteriormente il numero degli abitanti tant'è che con San Martino, Sant'Egidio e Fossanova San Biagio non vanno oltre i 1263. A dire il vero, nel 1592 si parla di 650 abitanti solo a Marrara.
Alle soglie del 1600 il terreno da coltivare si riduce a superfici sempre più piccole per le acque invadenti dei fiumi. Alcuni possidenti, trovano difficoltà nella semina, come il parroco di Marrara che da vent'anni non seminava nulla sul beneficio della chiesa. Solo nel 1616 riesce a seminare appena sei stara. Questo gli costerà caro, perché gli è richiesto di pagare i lavorieri. Situazione che si allarga anche nei paesi limitrofi. Nel 1662, il Giudice della Guardia di Marrara annota: “La Villa di Marrara semina poco perché tutti attendono a pescare et ad altri esercitii da valle et non c'è cavarzellano”. In Sant'Egidio vi sono soltanto sedici famiglie contadine con diciannove uomini e trentadue buoi da lavoro. Addirittura un solo contadino ha sei buoi e lavora due campi. A Marrara la situazione non è molto diversa.
L'archivio della Parrocchia aiuta a continuare la storia di Marrara a cominciare dalla prima metà del Seicento. Nei documenti più antichi si rileva come, pur contando quasi 700 anime, nel paese non ci fosse né un medico, né un farmacista, né un notaio, né un maestro e nemmeno un precettore nelle famiglie più agiate. Si fa menzione solo di una “ostetrica probata” che appare spesso negli atti di morte, perché autorizzata a impartire il battesimo ai neonati moribondi.
Di famiglie nobili nemmeno pensarci. L'unica élite culturale era rappresentata dai sacerdoti, cioè il parroco con il relativo cappellano nel quale si erano accentrati i compiti socio-educativi, pedagogici-informativi e anche medici della comunità. Nei registri non sono mai nominate le grandi famiglie di Ferrara, né come proprietari di possedimenti terrieri, tranne i casi lontanissimi di Guarino conte di Ferrara nel 972 d.C. e del feudatario Guglielmo III nel 1183. Sono spesso, invece, ricordati i Negrisoli a San Nicolò e i Roverella a Santa Maria Cò di fiume. A Spinazzino, nel 1700, cominciano ad apparire come proprietari terrieri i Malvezzi, gli Isolani, il principe Spada, il conte Ciccognara, il marchese Zovagnone o Zagnoni, il marchese Pizzardi, ecc, ma è tutta nobiltà bolognese, unica eccezione la famiglia dei conti Ottavio e Nicola Boari, che insieme ai Ferraguti, di origine scozzese, possedevano terreni e casoni da tempi antichi.
Un caso che riguarda Marrara è una proprietà dei Principi Pio, pure loro nobiltà bolognese, e curiosamente tale possesso è chiamato “ l'osteria”, quella presso il primo dei tre mulini ad acqua impiantati dai Conti Tassoni in epoca estense, poi passati ai Principi Pio. La famiglia Pio illustre e antica, un tempo ebbe la signoria e il principato di Carpi. I Pio erano principi di San Gregorio e dell'Impero duchi di Nocera, marchesi di San Felice. Questo casato diede a Ferrara uomo illustre quale Ascanio, riformatore della nostra Università; Carlo, cardinale e Vescovo di Ferrara. A Marrara, oltre i tre citati mulini, i Pio possedevano case e terreni, soprattutto lungo la cembalina. Ancora oggi, aldiqua dell'argine, una casa abbandonata reca lo stemma dei Pio: una corona con due P maiuscole.
Nel freddo gennaio del 1676 ruppe il Reno inondando i territori bolognesi e in parte quelli ferraresi. Segui poi una grande siccità e per gli eccessivi caldi si svuotarono i fiumi, i canali sempre abbondanti di acque, e quella poca rimasta non era in grado di far lavorare i mulini in tutto il territorio ferrarese, compreso Marrara. E così anche i mulini Tassoni si fermarono. Fu inevitabile usare i cavalli, detti comunemente “Postrini”, che macinarono quello che poterono.
Ma il 14 gennaio 1684, sopraggiunge un inverno così freddo da congelare nuovamente il Po di Ferrara e il Primaro, causando mortalità nei paesi e nelle città. Maggiormente colpita fu soprattutto la gente povera. La penuria dei viveri peggiorò la situazione ”per essersi inaridite le biade in erba”, cioè ancora nel loro nascere. In quell'anno a Marrara ci furono trenta decessi, ma nessuno pare per assideramento, almeno così sembra affermare il libro dei morti dell'archivio parrocchiale (anno 1666-1689). Solo la malaria e la tubercolosi mietevano vittime in gran numero dovuto all'ambiente malsano delle acque stagnanti.
Dai registri di morte parrocchiali si apprendono notizie sulle epidemie e sulle malattie diffuse nella zona e sulla percentuale dei morti per annegamento, che non mancavano in un territorio vallivo e soggetto ad alluvioni e rotte continue Tra il 1692- 93 il “taglio fatto, non si sa da chi, del Reno nelle Valli di Marrara in luogo detto la Salarola, e Casecupate…” probabilmente di bolognesi, con gravi danni per le ville di Sant'Egidio, Fossanova, Marrara, Traghetto ed altre, costrinse i ferraresi a sbarrare con un cavedone (è un argine di non grandi dimensioni ma abbastanza stabile, trasversale a un corso d'acqua) il cavo delle Cacupate al suo stacco nel Primaro, tenendone le acque un piede e mezzo più alte.
Nonostante queste situazioni di dissesto geofisico c'è chi investe i propri capitali acquistando terreni arativi entro il circondario difeso dagli argini, parte a Sant'Egidio e in parte a Marrara, come i Conti Bosi, quali le possessioni “ Chiavica “ e “ Osteria “; valli e boschi fuori dall'argine delle valli. La chiesa di Marrara possiede i seguenti beni: “ ….una Casa ingradizzata, con muro d'avanti, con Cortile, Horto, et Forno, confina da un capo Zambota, dall'altro con Boniffacio de Leoni, da un lato il Po, dall'altro il…. Una pezza di terra arativa et avidata di staia diciassette con una casa di canna posta in detto fondo, confina da un lato con Francesco Facciollo, dall'altro Francesco Boari, da un capo la Fossa delle Sortie, dall'altro il Po. Una pezza di terra arativa posta in detto fondo di moggia tre, staia otto, confina da un capo con Boniffacio de Leoni et da un lato; dall'altro medesimo Boniaffacio che è solicitadore.” (11 marzo 1708).
Ma chi deve vivere sul posto e delle sue risorse, scrive il Franceschini (in: ”In quel giorno si raccapitolò tutto l'universo….”) è disorientato dal mutar anarchico dell'ambiente e del suo consueto sfruttamento”.
Nell'anno 1709 imperversò un atroce inverno, lungo e terribile, su tutta l'Europa già provata dalla fame. A Venezia, il 26 gennaio di quell'anno, si videro vari carri trainati da buoi giungere in Piazza San Marco, attraversando il Canal Grande, trasformato in un'enorme lastra di ghiaccio. Tutti i fiumi gelati, i mulini immobili lungo i torrenti e i canali, e la gente affamata cedeva con maggior facilità al gelo. Nei boschi e nelle foreste la selvaggina moriva a migliaia e gli uccelli piombavano a terra assiderati. In quell'anno a Marrara ci furono settantadue decessi su di una popolazione che si aggirava attorno ai 700 abitanti. Questa fu certamente la più alta percentuale mai raggiunta nel XVIII secolo. Viene il sospetto che tutti quei morti siano legati a quel terribile inverno del 1709. I sistemi di difesa contro il gelo erano, per la maggior parte della gente i sempre vecchi bracieri, gli scaldini, di varie forme e misure, le bottiglie e i recipienti di acqua calda, le coperte e i vari strati di abiti. Le cronache del tempo narrano che alcune dame passarono l'intero inverno a letto.
A sua volta così scrive il Frizzi: ”…il verno di quell'anno, con freddo dei più orridi che nel clima nostro possa provarsi. Fu presa dal gelo tutta la superficie del Po grande guisa che vi passavano sopra i carri senza pericolo.” Le cronache del tempo narrano che i canali e i mari del Nord erano così gelati che si poteva andare a piedi dalla Danimarca alla Svezia. A Parigi in quei giorni, le campane delle chiese, appena sfiorate dai batocchi, cadevano in pezzi. “E le nevi quasi continue si alzarono a un'altezza meravigliosa”.
Alle soglie dell'anno 1758 Marrara è ancora sotto le acque. Rompe il Reno nel settembre di quell'anno. La notizia è desunta dalla Vacchetta delle Primizie Sacramentali e Prediale del 1735-41. Marrara faceva allora 928 abitanti divisi in 194 famiglie. In sei anni c'era stato un calo demografico di 76 unità. Infatti solo nel 1735 Marrara aveva superato per la prima volta i mille abitanti: per la precisione 1004 con 210 famiglie. Per ritornare a questi livelli e oltre bisogna aspettare l'anno 1755 che da 1033 passerà a 1182 per poi nuovamente decrescere nel 1777.
Nel settembre 1761 venne istituita a Ferrara la congregazione di Manutenzione del Po di Volano e di Primaro con lo scopo di conservarli navigabili, e capace di ricevere le acque dei terreni superiori, che nei due precedenti anni erano stati scavati l'uno dal mare fino alla città, e l'altro dalla città fino a Marrara. A Marrara poi era attivo il Primaro per il trasporto delle merci, navigabile fino a Bologna attraverso la Cembalina; per Argenta e Ferrara dal Cavedone o Porto di Marrara.
Le vie d'acqua erano in quel tempo preferibili come transito e le strade non erano certo asfaltate, e Marrara fra l'altro non si trova su una via maestra. Infatti, il cardinale Alessandro Mattei arrivò a Marrara in bucintoro, lungo il corso del Po di Primaro, fermandosi al Porto per poi proseguire in carrozza e raggiungere il luogo dove la nuova chiesa doveva essere costruit. Anche Lucrezia Borgia arrivò a Ferrara in bucintoro lungo il Po grande, per raggiungere lo sposo prescelto, Alfonso I d'Este. C'è un'antica diceria tra la gente del paese, tramandata dai vecchi, che la stessa Lucrezia veniva a caccia nelle valli di Marrara e che era stata costruita in terra battuta, una strada per la sua carrozza, di cui pare, siano rimaste alcune tracce nelle vicinanze di una vecchia colombaia, chiamata “ Al casétt di sturan”.
Si sa che la Corte Estense raggiungeva le sue "Delizie" sparse sul territorio navigando sulle lussuose imbarcazioni, cariche dei più prestigiosi poeti, menestrelli, buffoni e quanti altri erano in grado di sollazzare e divertire i Signori stanchi delle cure dello Stato. 
La storia delle rotte e delle inondazioni del Reno sono frequenti; tacere questo fiume è impossibile: viene meno una parte della storia di Marrara. Così pure dicasi del Primaro. Sono parte integrante della storia e della vita del paese.

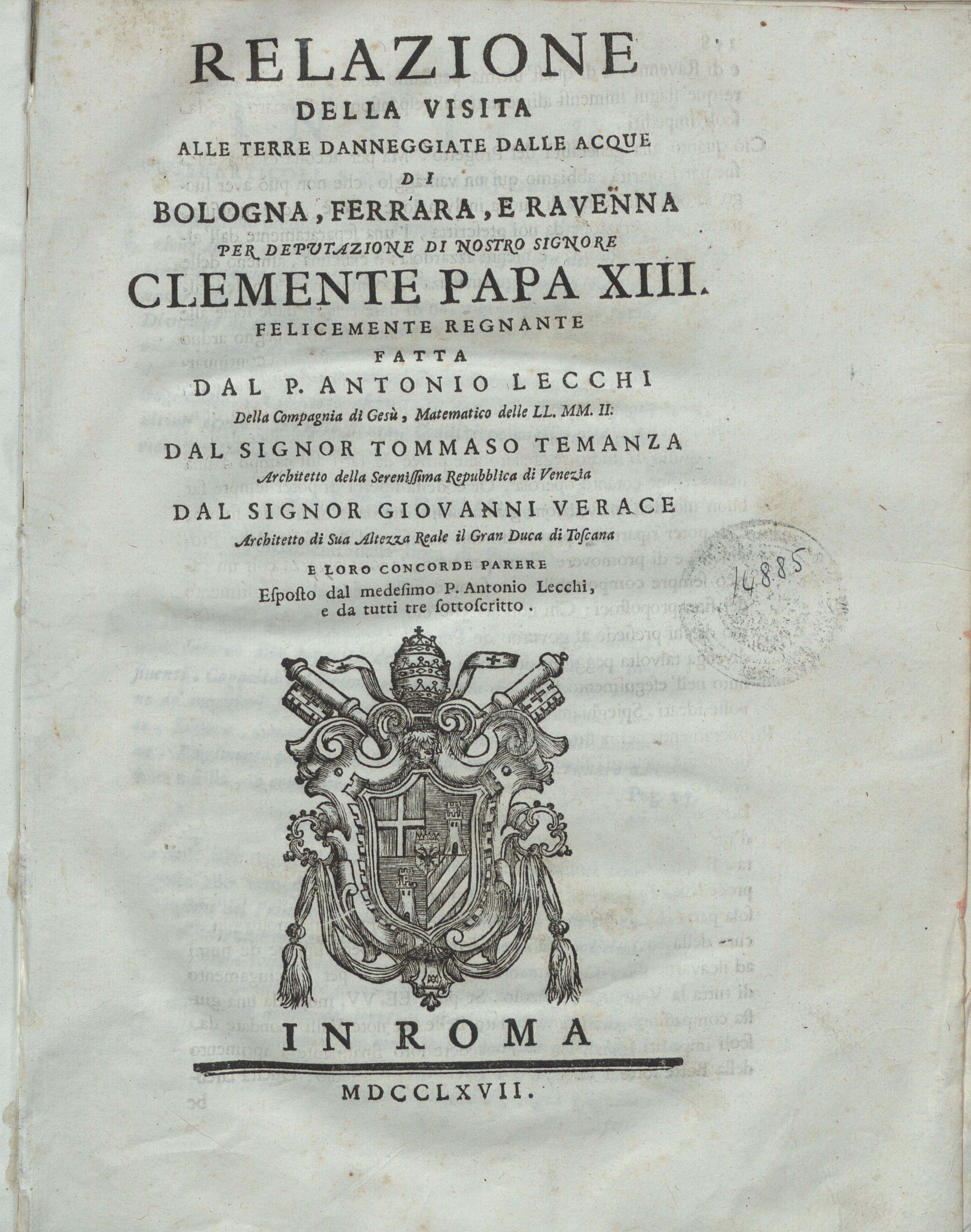
Giovanni Antonio Lecchi, Relazione della visita alle terre danneggiate dalle acque di Bologna, Ferrara e Ravenna, 1767

La questione del Reno fu avviata a soluzione solo nel 1767. L'ipotesi prescelta era quella da sempre favorita dai bolognesi, e cioè l'immissione del Reno in Primaro in un punto abbastanza a valle e tale da non creare troppi problemi ai ferraresi. Furono così ordinati i lavori previsti da piano di Antonio Lecchi che prevedeva il ripristino del Cavo Benedettino, l'immissione in esso del Reno a partire dalla Panfilia; la creazione di un'arginatura a destra del Primaro; l'inalveazione di numerosi scoli di acque chiare in un cavo separato. Il Cavo Benedetto fu così chiamato perché fatto costruire da Benedetto XIV nell'anno 1745, come un grandioso raccoglitore delle acque chiare del Reno, da Passosegni e per via di Codifiume facendolo terminare nel Primaro di Traghetto, introducendo poi i due torrenti Idice e Savena. Per alcuni la costruzione del Cavo Benedettino avviene nel 1750.
Da Traghetto in giù il Po di Primaro divenne così il tratto terminale del nuovo Reno. Si rendeva in tal modo possibile la bonifica e la messa a coltura delle vaste Valli di Poggio, di Marrara, di Malalbergo e Argenta. Nel mentre viene finalmente avviata la bonifica dei terreni vallivi di Marrara e di Poggio, ormai suddivisi da quelli di Malalbergo dal nuovo alveo del Reno e non più soggetti al continuo spandimento delle sue acque. Oggi il Primaro è chiuso verso valle a Traghetto ove muore immettendosi nel Reno che va sfociare in mare a pochi chilometri da Torre di Bellocchio. Ora è chiamato “Po morto di Primaro”.
Nel 1782 si continuava a pagare l'imposta di un quattrino per supplire alle spese occorse nello scavo del ”Canale Cembalina” che alimentava con la sua corrente il primo Mulino Pio, scavo che era stato fatto nel 1773. Secondo alcuni il nome di quest'antico canale deriva da Cimbalino, un prete che lo tracciò: secondo altri dal latino cymba, barca.
L'anno prima ci furono a Marrara ben 121 decessi su 1 765 abitanti. Una percentuale molto alta che troverà riscontro anche l'anno successivo con 109 decessi. La risposta non credo che sia legata alle due rotte, perché da 1 765 abitanti (1781) si passa nel 1782 a 1 293 abitanti. Quasi 500 abitanti in meno. È un calo impressionante. Scompaiono allo Stato d'Anime ben 118 famiglie. Occorrerà quasi un secolo per arrivare agli stessi livelli di abitanti dell'anno 1781. Infatti, solo nel 1853 Marrara raggiungerà i 1 771 abitanti.
Ai tempi del cardinale Carafa, Legato pontificio in Ferrara, il terreno agrario era allora distinto in cinque diversi classi: abbagliato, campagnolo, prativo, pascolivo e sabbionivo. I terreni accatastati erano di ettari 39,194, distribuiti nelle Guardie sul Po, di Marrara, Codrea, San Giorgio, ecc. La Guardia di Marrara su un totale di Ha. 9256 di terreno, il 66,9 % è abbagliato (seminativo alberato-vitato), il 6,4 % campagnolo, il 24,7 % è prativo, l'1,8 % è pascolativo e lo 0,2 % è sabbionivo. Come si vede, il terreno seminativo nudo, detto campagnolo, ha una media bassa perché esistevano ancora numerose zone che erano prive di terreni bassi prosciugati. Il terreno pascolivo non era molto esteso, anche se nelle zone vicine ai terreni vallivi (Marrara) poteva raggiungere delle punte piuttosto elevate.
A Marrara la distribuzione elle proprietà fra le varie classi sociali, aveva nei borghesi come proprietari, la più alta percentuale, il 46,4%; i nobili e gli Ordini Ecclesiastici (vedi Monasteri) il 23%; il clero il 5,5%. Nel 1796, il Parroco di Marrara, gode nella Parrocchia di San Nicolò quattro pezze terra vidate ed arborate dette Nigresole verso Benvignante, e confinanti con i Pasi e Ragazoni. Alla Bova i beni della chiesa erano formati da pezze di terra arativa che confinava “ da un lato con il Po di Primaro e dall'altro con Francesco Boari, da un capo la Fossa delle Sortie, dall'altro il Po, ecc.”. Nella Guardia di Marrara, una parte dei terreni era concessa dai proprietari a lavorazione a usurai da 182 nobili; 598 borghesi; ottantuno del clero; 238 dagli Ordini ecclesiastici. I livellari erano solamente due, concessi dagli Ordini ecclesiastici.
Il 10 maggio 1795 è aperta al culto la nuova chiesa di Marrara, iniziata nel 1784 su disegno del capo mastro Giovanni Sivieri; era stata consacrata dal cardinale Alessandro Mattei. Nel frattempo la stella di Napoleone incomincia a brillare sull'Europa sotto la stimolo della Rivoluzione francese e delle idee dell'Illuminismo. Dopo due secoli, il dominio pontificio si scioglie e nasce il Regno d'Italia. Anche Ferrara, come Bologna, Modena e Reggio, è occupata dalle truppe francesi.
Nel 1797 alla Repubblica Cispadana si sostituisce quella Cisalpina. Il 29 aprile 1799, a Buttifredo, a qualche chilometro da Marrara, presso San Martino, le truppe francesi del generale Mont-Richard per rappresaglia agli attacchi dei contadini insorti contro il loro Governo misero a ferro e a fuoco il paese, sopprimendo nel sangue trentun cittadini, saccheggiando, depredando, distruggendo ogni cosa. Una lapide presso la chiesa di San Martino, ricorda questo triste fatto di sangue.

### XIX secolo
I francesi tengono ancora a Bologna, e il generale Klenau ha disposto un cordone di ribelli ferraresi e romagnoli sotto il titolo di truppe ausiliarie dell'Imperatore, dal Primaro al Reno, e Malalbergo. Tra le file ci sono alcuni marraresi.
La rotta del 1802 ha danneggiato seriamente la chiesetta e ha reso difficile e quasi impraticabile la strada che porta all'Oratorio stesso. In quegli anni, bande di fuorilegge si erano formate nei territori circostanti. Tant'è che nel dicembre del 1813, un corpo di 800 francesi si imbatté in una di queste orde comandate da Luigi Finetti sull'argine del Reno, in vicinanza della via Fascinata; si combatté fino al Traghetto con il bilancio di due feriti e un morto.
Le campagne erano abitate da una popolazione di lavoratori che tranne in pochi casi vi risiedevano stabilmente. Nel 1805, come risulta dallo Stato d'Anime, a Marrara (compreso Spinazzino e la Bova) vi erano 13 boari, 14 braccianti, 5 lavoratori, 15 pescatori, 1 pastore, 3 muratori, 5 molinari, 3 fattori, 2 castaldi e 17 possidenti. La coltivazione della canapa, coltura altamente redditizia, costituiva la base di forti cespiti, per la vendita della parte eccedente il fabbisogno familiare. Negli anni 1980-84 esistevano a Marrara più di 30 maceri, e alcuni in buone condizioni e ben conservati.
Il 10 giugno 1816 la Santa Sede emana un decreto per l'attivazione dello Scolo della Fossa della Trava a Portomaggiore e Marrara. Costruita poi la Botte in cotto sotto il Poatello a San Nicolò, venne aperta il 17 febbraio 1817 con decreto del papa Pio VII. Fu questo un beneficio grande per i territori, fino all'ora in gran parte ancora paludosi. E da quel momento al raccolto del canniccio e dello strame (erba secca che serve da foraggio o lettiere per bestiame), prese posto prima quello del riso, poi, interamente asciutte le valli, quelli della canapa, del frumento, dell'uva e del frumentone. Questo territorio perennemente coperto di acque stagnanti, dalle quali esalavano miasmi perniiciosi, ora rendeva una ricca produzione.
Nel 1821 scoppiano i primi moti contro l'Austria. Marrara, tagliata fuori dalle vicende del Risorgimento, vive senza sussulti la sua storia quotidiana.
Nel 1832 per tutto il mese di giugno fu così freddo che la grandine imperversò "in vari luoghi, tra i quali fu memorabile tale disgrazia in Gambolaga (ora Gambulaga), Maiero, Portoverrara, Sandolo, Portomaggiore, Montesanto, con altri molti paesi. Il calore poi cominciò ad essere eccessivo senza gradazione, cosicché alli dodici Luglio era arrivato ai gradi del non plus ultra". Marrara questa volta si salvò.
Il 1834 invece fu un anno di grande siccità. Anche nel 1836 ci fu una lunga siccità con discreto raccolto di frumento, scarso quello del formentone (o frumentone o mais) e della canapa. "Li formento di bella qualità vale 16 al moggio, il formentone 72 e la canapa 45-47 al moggio ed anche più, al migliore".
Nell'anno 1838 Marrara aveva 1 648 abitanti distribuiti in 18 case di canna in piccola porzione e il rimanentein 180 case di pietra, per 274 famiglie. Non sempre le abitazioni erano costruite in pietra e malta col coperto di "coppi in pezzoni" e travatura in legno di campagna. Alcune abitazioni dei braccianti agricoli potevano avere il coperto di canna di palude, con una "penza" a unico spiovente sostenute da colonne di legno. Le loro case, il più delle volte, non disponevano di annessi rustici, ma soltanto di capanne di paglia.
Il bracciante del periodo medioevale e del primo evo moderno, diventeranno, degradandosi, i braccianti o evventizi della fine del secolo, confondendosi in certi periodi, con i mendicanti e i vagabondi.
Diversa era la figura del boaro o bovaro che a causa dell'aumento dell'unità colturale richiedeva una maggiore forza lavorativa e di conseguenza si rendeva necessaria in molte possessioni un'abitazione per il boaro, come risulta dagli Stati d'Anime compilate dai parroci di Marrara del tempo.
In alcune stime del secolo XVIII si legge dell'abitazione del boaro contigua alla casa domenicale. La boaria, si instaurava sul "versuro", che era l'azienda tipica del ferrarese:
un fondo, dotato di stalla, annessi a fabbricato di abitazione, di estensione (30 ha circa) adeguata alla capacità di lavoro di un aratro trainato da un attiraglio (o alaggio) di bovini allevati nella stalla aziendale. Il boaro doveva arare tutto il campo, alimentare, lavare, custodire il bestiame, curare il concime, ecc. Gli altri lavori erano eseguiti dagli altri membri della famiglia boarile, retribuiti a giornata.
Con il termine “possessione” s'indicava un'estensione di terreno largamente variabile. Nel sec. XVIII, in generale i terreni nelle possessioni erano classificati in arativo abbagliato, arborato, campagnolo nudo; vi era poi il terreno destinato a prato e pascolo. Alcune denominazioni di queste possessioni in Marrara, sono rimaste ancora oggi, come ad esempio: La Bertolda, Cavo Ducale, Pellegrina, La Sgarbata, Valle, Valletta, Arginello, Valprova, Bova, ecc. che sono diventate, per alcune, nomi di vie. Altre denominazioni sono del tutto scomparse.
Nell'anno 1842 il Reno rompe a sinistra presso Sant'Alberto allagando le aree nel ferrarese sud orientale. L'anno dopo iniziano i lavori di riparazione della Strada Cembalina (questa strada iniziava dal Ponte di Marrara per immettersi a Passo Segni, nel bolognese) a causa delle acque disalveate del Reno. Il ricordo di questa rotta è documentato dalle numerose targhe di marmo, sette in tutto, murate in alcune case di Marrara che segnano i diversi livelli delle acque, che vanno da un minimo di 0,80 m (casa n. 111 di Via Cavo Ducale) a un massimo di 2,60 m (casa n. 35 di via Stanga). Le acque invasero le case e i terreni fino a San Bartolomeo e alla Bova.
Nel 1847 il numero degli abitanti di Marrara raggiunge la punta di 1 705 persone. La popolazione, formata nella maggior parte da braccianti, lavoratori, bovari e pescatori, alle dipendenze delle famiglie più ricche del paese (Zanardi, Ferraguti, Boari, Bellonzi), ricchi possidenti, era distribuita in diversi “Cantoni”: quello della Zena, della Bova, della Fassinata, della Valle, della Cembalina e del Cavo.
Nel 1855 si registra un'epidemia di colera di una certa violenza che si prolungò per quasi tutto l'anno (anche se fortunatamente per breve durata per Molinella; dai registri mortuari parrocchiali di Molinella e di San Martino associati si riscontra un totale di 105 decessi, numero imponente se si pensa che negli anni immediatamente successivi i morti in media furono una sessantina). Marrara fu risparmiata da questa pestilenza. Il colera si arrestò vicino al paese, anche se in quell'anno si registrarono settantaquattro decessi, come risulta dal libro dei morti della parrocchia, numero altissimo mai raggiunto fino da allora.
I marraresi per lo scampato pericolo fecero voto di erigere un altare con la statua del Santo Patrono (San Giacomo Maggiore), come si legge nella piccola lapide posta nel presbiterio della chiesa parrocchiale. A Ferrara su una popolazione di 27 000 abitanti, i morti per colera furono circa mille.
Sul finire del 1853 e sul principio del 1854, per quasi nove mesi consecutivi cadde una pioggia dirotta, che causò alluvioni e straripamenti di fiumi, per cui l'acqua ristagnò in parecchie località della provincia, compresa Marrara, che non fu risparmiata. L'acqua era di casa.
Il 1860 è l'anno dell'Unità d'Italia. Ferrara vive in un mondo fuori del tempo. Peggio ancora la campagna, poiché c'è tutto o quasi da rifare. Con l'Unità d'Italia riprende l'opera che caratterizza la storia del ferrarese fino ai giorni nostri, la bonifica. È del conte Aventi il primo tentativo di prosciugare nel 1864 una vastissima tenuta, la “Gualenga”, ma la pressione delle valli circostanti riallagò il terreno bonificato.
Nel 1882 con la legge Baccarini, inizia la vera bonifica di terreni paludosi (e Marrara abbondava), con contributi dello Stato. La legge fu ancora migliorata favorendo anche la bonifica del Polesine di San Giorgio, cui faceva parte anche Marrara, che fra il Po di Volano e quello di Primaro e le Valli del Mezzano, interessava una superficie di 45.000 ettari.
Accanto alle idrovore a vapore, lavoravano per il prosciugamento dei terreni gli “scarriolanti”, figure indimenticabili della bonifica ferrarese, accorsi dal Veneto, dalla Romagna, dagli Appennini Emiliani. Con vanghe e carriola hanno scavato interminabili canali, prosciugando, dissodando migliaia di ettari di terreno. A notte fonda partivano per giungere sul luogo di lavoro. Chi non ricorda la loro canzone che dice: “A mezzanotte in punto/ si sente un gran rumor/sono gli scariolanti/che vanno a lavorar./ Volta e rivolta/ e torna a rivoltar…”
Nel 1869 anno della rivolta contro la tassa sul macinato, Marrara raggiunge e oltrepassa i duemila abitanti: per l'esattezza 2006. La parrocchia è divisa in quattro quartieri da don Gaetano Tani. Le famiglie sono 322. In paese vi sono sette filatrici, tre ebanisti, otto “miserabili”, una maestra, il segretario comunale, un postino, un farmacista, uno stradino, due pescatori e un mugnaio.
Negli anni che vanno dal 1881 al 1884, un'altra malattia infettiva, la difterite, falciava giovani vite. A Marrara ci furono sessanta decessi con una percentuale di quindici l'anno. L'età media era sui quattro anni, come risulta dal libro dei morti “Anno 1847-1892”. Un certo Tagliani Giuseppe di undici anni morì nel 1882 di difterite fulminante in poche ore.
Nel settembre 1886 scoppia il colera. Anche questa volta Marrara si salvò. Nessun caso di colera, nessun decesso. Anzi la popolazione era aumentata, passando da 2371 a 2426. Per ottenere la grazia di essere preservati, non si ricorse al Patrono di Marrara (San Giacomo Maggiore), ma a un triduo che la Confraternita (Chiesa cattolica) dello Spirito Santo celebrò nello stesso mese di settembre, poiché in quell'anno cadeva il Terzo Centenario della Confraternita stessa.
Queste frequenti epidemie unite a malattie carenziali e febbri malariche accorciavano la durata media della vita umana. La bonifica non aiutò a debellare queste malattie, anzi, per un certo periodo esse si accentuarono a causa delle bassure delle acque stagnanti e per un peggioramento della dieta, privata anche del beneficio di pesce che le popolazioni vicine attingevano dalle valli. Altre malattie diffuse erano le affezioni polmonari e bronchiali, il tifo, lo scorbuto e la pellagra, dovuta a una scarsa alimentazione. Il mangiar solo polenta procurava questa tremenda malattia che piagava il corpo e in molti casi procurava la morte. Nel 1896 nel solo Comune di Ferrara la Società dei Pellagrosi assisteva oltre 200 malati.
Fra il 21 e il 22 agosto 1896 alle ore 3,30 il Reno rompe l'argine sinistro a Codifiume inondando le valli intorno all'abitato, allagando tutta la zona di Traghetto, estendendosi alla Sammartina, alla Bova e parte di Marrara e Passosegni.  Il problema del Reno si ripresenterà nuovamente nelle tre rotte del Gallo del 1949, 1950 e 1951.
Il 1896 fu anche un anno di grave carestia, perché all'estate eccezionalmente fredda e nevosa che distrusse gran parte del raccolto, seguì una primavera asciuttissima, che seccò buona parte del grano, e la canapa stentava a crescere. È anche l'anno del primo sciopero dei braccianti, avvenuto ad Argenta l'11 giugno. Furono i risaioli in particolare. Gli arresti che seguirono non risolsero la situazione.
L'anno dopo vi fu quello agrario nella provincia di Ferrara. La vittoria ottenuta che vide lottare insieme i braccianti delle bonifiche e boari delle “terre vecchie”, ebbe una risonanza storica, perché s'incominciò a intravedere la forza dell'associazionismo e un maggior spirito di cooperazione che vi posero i lavoratori. Segnò la fine dei "patti orali", di un'economia semifeudale e paternalistica.

### XX secolo
Nel 1900, anno famoso per gli scioperi agrari della Lombardia, del Veneto e del Ferrarese, scoppiò quello famosissimo di Molinella durato, a intervalli, dal 30 giugno al 31 agosto. Anche se l'industria muove i primi passi, l'agricoltura resta sempre il cuore dell'economia ferrarese. Marrara rimane molto agricola, favorita dal terreno fertile per i grandi raccolti e colture.
All'inizio di questo secolo Marrara ha 2 600 abitanti, una delle massime punte mai toccate. Il fatto che ci fosse un segretario comunale significa che Marrara era ancora un centro importante attorno a cui ruotavano i paesi limitrofi di più modeste proporzioni. La figura del veterinario non poteva mancare in un ambiente agricolo.
C'erano in Marrara, anche due osterie, due forni, un pizzicagnolo, uno scaranaro, e un “trafficante”. Così chiamato perché possedeva un enorme magazzino, fornito di tutto: dal grano alla farina; dalla canapa alla stoffa; dagli attrezzi di lavoro ai generi alimentari, dalle scarpe ai chiodi.
In questi anni d'inizio del Novecento, Ferrara città agricola, favorì il rapido sviluppo del movimento contadino. Nelle campagne il socialismo prima e il comunismo poi, trovarono fertile terreno. I contadini ferraresi sotto l'impulso del socialismo, si organizzarono in ogni paese sotto la guida del capo lega locale. Anche Marrara, molto agricola, visse queste nuove esperienze sociali, le agitazioni e gli scioperi quasi annuali, l'aumento del salario e il miglioramento delle condizioni di lavoro.
Negli stessi anni si accentua la transazione demografica e all'incremento delle stirpi che formano la grande famiglia colonica, le famiglie mezzadrili che ai giovani d'oggi sembreranno il retaggio di un lontano passato. Emergono anche situazioni contrastanti a causa dell'espansione eccessiva della famiglia stessa che obbliga all'uscita della casa di una o più stirpi che vanno spesso a ingrossare le masse dei braccianti.
In questo periodo l'aumento demografico a Marrara si fa più forte. Si passa da una popolazione di 2410 a 2600. La grande famiglia patriarcale è messa in crisi dall'incremento delle stirpi minori. Nelle stesse campagne si formeranno due sistemi famigliari: mezzadrile e bracciantile anche se queste ultime non diventeranno mai grandi famiglie. Oggi la mezzadria e la tipica famiglia contadina appartengono ormai al passato.
Durante la prima guerra mondiale un fatto di cronaca scuote la tranquilla Marrara. Una signorina si reca a Ferrara per acquistare una rivoltella. Vuole vendicarsi del suo ex fidanzato, che l'ha lasciata per sposare un'altra signorina. Lo stato d'animo della signorina insospettisce l'armaiolo, che a sua insaputa, le vende l'arma caricata a salve. Le future nozze devono essere celebrate nella chiesa di Spinazzino, a quei tempi sotto la chiesa parrocchiale di Marrara. Il giorno delle nozze, la signorina “lasciata” entra in chiesa e punta l'arma contro l'ex fidanzato e gli spara. Tutto si risolve con una grande paura e un fuggi fuggi dalla chiesa. Questi erano i drammi passionali che colpivano la gente, che diventava per lungo tempo il fatto del giorno.
Nell'ottobre del 1920, le elezioni amministrative vedono ancora una volta trionfare i socialisti. In campo nazionale è un partito debole. Prende forza il Partito Nazionale Fascista, di cui il ferrarese Italo Balbo fu membro importante.
Il 23 agosto 1932 è ucciso don Giovanni Minzoni, sacerdote di Argenta. Il 4 gennaio 1926 muore la regina Margherita di Savoia. La luttuosa notizia è diffusa in tutta Italia. Nella chiesa di Marrara alle ore 10 del 18 gennaio è celebrata la Messa di requiem con solenni esequie alla presenza di gran popolo, di tutte le associazioni cattoliche, dell'Associazione Nazionale Combattenti di Marrara e della Delegazione. Anche la Società Filarmonica “Giuseppe Verdi” di Marrara fu invitata a partecipare alle onoranze della defunta Regina.
Questa Società Filarmonica era nata all'inizio del secolo (1903), dando lustro e solennità alle diverse manifestazioni sia religiose sia civili, ma dopo la guerra si sciolse; e da lì nacque il famoso detto: “La và in gnent còm la Banda d'Marara”, cioè quando una cosa ha breve durata senza lasciar traccia della sua passata esistenza.
Il 29 ottobre 1938 è inaugurato il ponte di Marrara sul Primaro sotto una pioggia torrenziale alla presenza del Prefetto di Ferrara, del parroco e di molte altre autorità. Qualcuno osserva: “Per la prima volta si fanno le cose complete”.
A cavallo degli anni 1938-39 era nata a Marrara la “Fiera del remo”, manifestazione che si svolgeva a primavera. Le imbarcazioni partivano dalla darsena del Volano, a San Giorgio, e lungo il Primaro giungevano alla piarda di Marrara, e lì aveva luogo il "Torneo di Bach e pandon". La piazza era occupata dalle bancarelle che distribuivano pinzin (o pinzino o gnocco fritto), salame e vino in abbondanza ai partecipanti e alla gente del luogo.
Durante la seconda guerra mondiale sono date precise disposizioni per il razionamento: dare 200 grammi di pane al giorno per persona. Qualcuno fugge da Milano e si rifugia a Ferrara. Anche Marrara accoglie questi rifugiati.
Nel Natale del 1943 c'è molta affluenza nella chiesa di Marrara, a tutte e tre le messe.  Il bisogno di pregare, di ricorrere a Dio è forte negli animi provati dalla guerra.
Il 29 dicembre tra le 12:30 e le 12:40 Ferrara subisce la prima violenta incursione anglo-americana. Molti morti e molti feriti. Iniziano accolte di aiuti in denaro e indumenti. Anche a Marrara è fatta una raccolta. Molti vestiti, biancheria e una somma di lire 5.392. Il 27 gennaio 1944 si ha la seconda violenta incursione sulla città.
La chiesa di San Benedetto è rasa al suolo. Colpito il Duomo, la fiancata della chiesa dei Teatini, la Certosa di Ferrara e il Campanile. Tra le macerie del Duomo è estratto il corpo di don Mario Boschetti. Altri bombardamenti si susseguono a ritmo incalzante causando ancora morte e distruzione.
I Comandi Militari tedeschi lamentano che a Marrara continuamente le tabelle stradali sono staccate, danneggiate e voltate in maniera diversa da quella in cui furono messe. Sono considerati come atti di sabotaggio. Si avverte la popolazione che il ripetersi di simili atti provocherà da parte delle Forze Armate tedesche misure di rappresaglia. E qui è interpellato il parroco perché eviti dall'altare il ripetersi di tali atti. Per fortuna fu ascoltato e nessuna rappresaglia tedesca fu messa in atto.
A giugno 1944 i tedeschi requisiscono a Marrara alcune ville private. Giungono a Marrara i primi profughi, alcuni dei quali pongono le loro tende in canonica.
Manifesti contro i Nazifascisti lanciati dagli Anglo-americani, creano nel paese di Marrara un continuo fuggi fuggi dei tedeschi occupanti.
In molte famiglie di Marrara, i tedeschi hanno cacciato via gli inquilini occupando il loro posto. Nella mattinata del 16 luglio l'Asilo di Marra è occupato in parte dai tedeschi. Le scuole elementari trasformate in caserma dei soldati. La casa di Ferraguti Giuseppe è da alcuni giorni occupata dai tedeschi. I Ferraguti hanno dovuto adattarsi in un piccolo granaio dei loro contadini alla Giovinella.
Sono distribuiti foglietti stampati alla macchina contro i tedeschi. Uno sfollato di quarantasei anni è ucciso alla stazione di Gaibanella. Reduce dal Brasile aveva portato a Marrara tutta la famiglia. 
La mattina dell'8 agosto, i tedeschi si presentano all'Asilo con il proposito di occupare il piano superiore e allontanare le suore. La cosa non è eseguita.
All'indomani dell'attentato a Hitler, il capitano comandante tedesco, ospite nella villa Soldati, alle sette si spara alla tempia sul letto dello stesso Soldati, insanguinando il materasso.
Il 26 agosto, alcuni aeroplani bombardano Marrara. È colpita la casa di Giuseppe Ferraguti e il magazzino presso l'Asilo. Lungo la cembalina è colpita una ragazza, figlia di Incerti di Monestirolo, alla gamba sinistra e al torace. La ragazza è trasportata in casa Mazzoni e caricata su un camioncino condotta all'Ospedale di Ferrara.
Alcuni nottambuli tedeschi, nella mezzanotte tra il 27 e 28 agosto, salgono sul campanile della chiesa sparando alcuni colpi per poi ripartire in automobile con alcune donne.
Nuova incursione aerea sul paese. Niente feriti, niente vittime, pochissimi danni. Un'altra incursione avviene dopo alcuni giorni. 
I tedeschi cercano in paese delle biciclette. La gente fa di tutto per nascondere un po' di biancheria, di panni.
Un tedesco ubriaco e armato entra in alcune case all'una dopo mezzanotte molestando con atti osceni le donne presenti. Il parroco fa un rapporto scritto al comando tedesco. Parte della Canonica è occupata e trasformata in caserma.
Il 4 gennaio alle ore 16 circa, quattro bombardieri anglo-americani, sganciano bombe di grosso calibro presso il ponte di Marrara. Sono colpite alcune case. Durante il lavoro di scavo è estratta viva dalle macerie la giovane  Graziella Borea. È ritrovata morta invece Mariella Fogagnolo di anni diciannove. Anche Renato Mainardi e Jole Borea sono ritrovati morti sotto le macerie della propria casa.
Nel mese di ottobre erano giunti altri tedeschi a Marrara. Scelgono il terreno davanti alla chiesa per le esercitazioni. Fanno man bassa di mele, conigli, secchie e catinelle.
Continuano alcune incursioni su Marrara senza gravi danni. È colpita la chiesa nel muro di destra. Nuova incursione dei tedeschi in canonica in cerca di vino.
Nella serata del 21 aprile i tedeschi fanno saltare i due ponti in Piazza a Marrara. Molte case sono colpite; svaligiate e derubate. Il giorno dopo giunge la notizia che gli Anglo-americani sono già nei pressi di Marrara. Alle ore 8 compare la prima pattuglia. Passano il canale e giungono alla chiesa. Nel pomeriggio in solo due ore è buttato il primo ponte di ferro che lega le strade comunali. Gli Anglo-americani sono alle porte di Ferrara. In Arcivescovado si riunisce il Comitato di Liberazione Nazionale. L'arcivescovo Ruggero Bovelli manda un messaggio al generale Mac Creyy affinché la città sia risparmiata, meritando il titolo di “Pastor et Defensor Ferrariae”.
Il 24 aprile, solennità di San Giorgio, patrono di Ferrara, le truppe dell'Ottava Armata britannica entrano in città, tra il caloroso entusiasmo di tutta la popolazione. In città si scatena la caccia al “tedesco“.
Con la caduta del fascismo in tutta la provincia si scatenano gli odi e le tensioni della guerra con omicidi e vendette brutali. Gente con le mani legate, la testa fracassata, crivellata di proiettili si trova lungo le strade di campagna, buttate nelle buche che i tedeschi avevano fatto scavare per postazioni e rifugio.
La mattina del 9 maggio a Pescara di Ferrara sono rinvenuti quattordici corpi sul greto del Po. Parecchi sono di Monestirolo e di Marrara. I corpi sono irriconoscibili. Da parecchi giorni non si hanno più notizie di tre uomini e una donna di Marrara e un uomo della Bova.
Nei pressi della fornace (di Marrara) sono scoperte delle fosse con cadaveri. Sono cinque fosse costruite dai tedeschi. I cadaveri rimossi sono quattordici. Presentano tutti contusioni, spappolamenti e hanno le mani legate.
Al cimitero di san Nicolò sono portate le salme di 18 persone che da parecchi giorni sono state massacrate e buttate nei fossi lungo le strade. Tra San Nicolò (frazione di Argenta) e Montesanto, in aperta campagna, sono rinvenute diciassette salme di cittadini ferraresi. Anche diversi sacerdoti furono uccisi.
Poi inizia la faticosa ricostruzione politico-economica dell'Italia post-fascista. Sopra le macerie della guerra, De Gasperi costruisce la nuova Italia.
La domenica del 10 marzo 1946 si sono tenute le consultazioni per le amministrative. Da sola la Democrazia Cristiana e i Social-Comunisti riportano la maggioranza nei Comuni. A Ferrara i Comunisti ottengono 30.707 voti; i Socialisti 21.279; i Democristiani 14.545. La ripartizione dei seggi in Comune è la seguente: Comunisti 23, Socialisti 15, Democrazia Cristiana 10.
Nelle elezioni politiche del 1946, svoltesi in un clima un po' arroventato, la Democrazia Cristiana riporta una netta vittoria sui socialisti, alleati con i comunisti, con oltre otto milioni di voti.
Tra il 1947 e il 1949 scoppiano diversi scioperi. Braccianti, salariati, mezzadri, piccoli proprietari e commercianti, solidarizzano per le loro rivendicazioni. Una mondina di Argenta, Maria Margotti, nel 1949 fu uccisa a Molinella dalla polizia durante uno sciopero. A Malalbergo fu ucciso un bracciante a colpi di pistola. Un proprietario terriero di Marrara fu lapidato dai contadini inferociti. A questi seguirono altre uccisioni, ferimenti, processi. Furono momenti difficili.
Nel novembre 1950, con la rotta del Reno, molti agricoltori di Marrara sono colpiti dalla grave alluvione prodotta dalle acque inquiete. L'Ispettorato Compartimentale dell'Agricoltura per l'Emilia, dispone di effettuare un sopralluogo nelle zone colpite. Anche il Beneficio Parrocchiale è colpito dall'alluvione.
Altre alluvioni sono da ricordare come quella del gennaio 1951, quando ruppe gli argini a Poggio Renatico allagando 1.500 edifici, devastando quasi 14.000 ettari di terreno giungendo con le sue acque alle porte di Ferrara; o quella del 1951, con la rotta del Po dalla parte di Rovigo, con vittime e danni incalcolabili. Intere famiglie sfollate nel ferrarese e ospiti per mesi presso famiglie generose, senza casa e senza terra. A Marara è formato un Comitato di Assistenza pro alluvionati. Anche l'Asilo rientra negli assistiti, com'è dalla richiesta fatta dal Comitato al segretario dell'Ente Comunale di Assistenza.
Nel 1951 fu istituito l'Ente Delta Padano per una riforma agraria nel comprensorio di Ferrara, Rovigo e Venezia. Sulle terre espropriate furono creati più di 6.000 piccoli poderi, con la casetta isolata nella campagna, su un terreno spesso sabbioso.
Migliaia di lavoratori agricoli lasciarono le campagne per la città attratti dal miraggio industriale. Fu un esodo massiccio: circa 60.000, tra gli anni cinquanta e sessanta. Marrara molto agricola e legata alla sua terra non ne risentì molto. Negli anni sessanta del "boom economico", Marrara contava 2 695 abitanti. C'erano la stazione dei Carabinieri, la delegazione e un albergo-locanda.
La trasformazione dell'agricoltura tradizionale in frutticoltura ha subito in questi ultimi anni una forte flessione. Molti fiorenti frutteti sono stati tolti per piantarvi granoturco, barbabietole o grano. Si ritorna ai tempi del Medioevo, quando la maggior parte della terra, quella emergente dalle valli di Marrara, era tutta seminativa.
Oggi l'industria della conservazione dei prodotti a frutto è quasi scomparsa a Marrara. Regge ancora a San Bartolomeo, Monestirolo e Gaibanella, San Martino.
Marrara è ancora un paese tranquillo; tagliato fuori dalle grandi comunicazioni. È sotto il Comune di Ferrara. Non c'è sviluppo e poche sono le iniziative per svegliarla dal “suo torpore”. È sorta la “Pro-Loco” e un Centro Ricreativo A.C.L.I., dove annualmente è organizzata la Sagra della Rana. Due strutture accanto alla Polisportiva Marrarese (calcio), fornita di Campo di Calcio Comunale, dove annualmente viene anche organizzata, nei mesi di giugno-luglio, la Sagra della Piadina.
Il nome Marrara è legato anche alla tradizionale sagra paesana, “Al Firon”, con famoso spettacolo pirotecnico, molto conosciuto nei dintorni per il suo “Toh Marara”. Sagra che dal 2007 non è più organizzata per mancanza di finanziamenti.
Nell'aprile del 2014 a Marrara sono rimasti la farmacia e la filiale della Cassa di Risparmio di Ferrara. L'Asilo delle suore è stato chiuso, come le scuole elementari. Pure la “Trattoria da Ido”, le cui specialità gastronomiche sono le rane e le lumache, si è trasferita in altro comune. Restano una Casa di riposo per anziani dislocata nelle ex scuole elementari, il vecchio Palazzo Comunale, dichiarato inagibile, diroccato e due bar.

## Monumenti e luoghi d'interesse
- Chiesa di San Giacomo Apostolo.